# Alfons V. Aragonski
Alfons V. Aragonski (1396., Medina del Campo - 27. srpnja 1458., Napulj), poznat i kao Alfons V. Velikodušni, bio je kralj Kraljevine Aragonije i Kraljevine Navare (kao Alfons V.), Napuljskog Kraljevstva i Kraljevine Sicilije (kao Alfons I.), Valencije (kao Alfons III.), Korzike, Mallorce i Sardinije (kao Alfons II.) te grof od Barcelone (kao Alfons IV.). Jedna je od najistaknutijih osoba rane renesanse.

## Životopis

### Rane godine
Alfons je rođen 1396. u španjolskom gradu Medina del Campo kao sin Ferdinanda I. i njegove supruge Leonore Alburkverške. Prema ženskoj liniji bio je nasljednik barcelonskih grofova, a prema muškoj je bio nasljednik dinastije Trastamara, koja je vladala Kraljevinom Kastiljom, zbog čega je Alfons odrastao na kastiljskom dvoru u Medini del Campo. 1412. je njegov otac Ferdinand postao kralj Kraljevine Aragonije, pa je Alfons otišao živjeti s njim na dvor. 1415. se oženio svojom sestričnom Marijom, kćeri Henrika III. Kastiljskog, ali ona mu nije rodila djecu, pa su bili razdvojeni mnogo godina.

### Vladavina
2. travnja 1416. kralj Ferdinand I. umire, a na prijestolju ga nasljeđuje njegov sin Alfons. Već na početku svoje vladavine imao je poteškoća s Aragoncima i Kataloncima jer je zadržao neke kastiljske savjetnike. Od početka je podržavao agresivnu vanjsku politiku i teritorijalnu ekspanziju na Sredozemlju, zbog čega 1420. šalje ratnu mornaricu kako bi zaveo mir na Siciliji i Sardiniji te napao Korziku, tada pod vlašću Republike Genove. Napuljska kraljica Ivana II., koja nije imala djece, posvaja 1421. Alfonsa kao svog sina i proglašava ga svojim nasljednikom. Napuljski narod dočekao je Alfonsa V. kao osloboditelja 5. srpnja 1421. Njima se suprotstavio moćni velikaš Ludovik III. Anžuvinac. Time je Napuljsko Kraljevstvo postalo dio Kraljevine Aragonije. Alfons je unajmio plaćenika Braccia da Montonu da porazi Ludovika III., čije snage je predvodio Muzio Attendolo Sforza, štićenik pape Martina V. Alfons se stoga zakleo na vjernost protupapi Benediktu XIII. U svibnju 1423. Alfons V. uhićuje Ivaninog ljubavnika i napuljskog moćnika Giannija Caracciola i pokušava uhititi Ivanu, koja se obratila Sforzi za pomoć i poništila posvajanje Alfonsa, proglašavajući Ludovika III. svojim zakonitim nasljednikom.
Po povratku u Aragoniju upleo se u kastiljsku politiku kako bi zaštitio interese svoje braće, Henrika i Ivana, u oštrim sukobima koji su zamalo eskalirali u građanski rat tijekom vladavine kralja Ivana. Nakon toga Alfons se ponovno uputio prema Italiji, iz koje se nikad neće vratiti. Dio napuljskog naroda 1432. zahtijeva Alfonsov povratak, zbog čega on provodi dvije godine na Siciliji pripremajući vojsku i mornaricu. 1435. Ludovik III. i Ivana II. umiru i Alfonsu se otvara prilika za napad na kraljevstvo pod vlašću Renata Anžuvinca, Ludovikova brata. Tijekom bitke u Ponzi, ali dok je branio dveri Gaete, strateški važne tvrđave s koje je mogao napadati Renatovu vojsku, porazila ga je đenovska eskadrila. Kao i mnogi drugi, Alfons je bio uhvaćen i zatvoren, najprije u Genovi, a potom u Milanu, čiji je vojvoda, Filippo Maria Visconti, bio poglavar oba grada. Međutim, Alfons je nagovorio svog čuvara da mu postane saveznik i da ga oslobodi, nakon čega je nastavio svoju borbu protiv Venecije, Firence i pape Eugena IV. René je stigao u Napulj 1438., no nije mogao ništa učiniti protiv Alfonsa. Alfons je osvojio Napulj 2. srpnja 1442., a 1443. je tamo preselio svoj dvor. Napulj je tijekom Alfonsove vladavine postao veliko središte kulture i umjetnosti, a posebno je zanimljiv jer su se u njemu sudarali utjecaji talijanske renesanse i španjolske gotike, stvarajući kulturni most između dva najveća sredozemna poluotoka.
Alfons se izrazito angažirao u diplomatskim i vojnim pitanjima na Balkanskom poluotoku, Africi i u istočnom Sredozemlju, želeći zaštititi svoj ugled na Zapadu ratujući protiv Osmanskog Carstva. Pomogao je ivanovcima obraniti Rodos, sklopio je saveze s Ugarskom (1444.), Srbijom (1447.) i Etiopijom (1450.) Borio se protiv Egipta (1453. – 1454.), ali nije bio dovoljno moćan da spriječi pad Carigrada 1453. Istovremeno, njegovi španjolski posjedi bili su iscrpljeni ratovanjem. U Kataloniji je remensa (kmetovi) zahtijevala slobodu od feudalaca, očekujući pomoć kralja. Na Mallorci se odvila buna u kojoj je glavni grad ratovao protiv seoskih dijelova, a bunu su mogle ugušiti samo Alfonsove trupe koje su tad bile u Napulju, u Barceloni je građanstvo uzrokovalo toliko problema da je Alfons morao reformirati vladu i povećati broj građana u njoj, a rat protiv Kastilje osiromašio je Alfonsa koji je izgubio neke posjede. Jedino Valencia nije osjećala poteškoće zbog rastuće ekonomije. Neumoran i energičan vladar do kraja, Alfons je bio umiješan u napad na Genovu, koja se nedavno bila predala Francuskoj, ali kraj rata nije dočekao živ. Alfons je iznenada umro 27. srpnja 1458. u dvorcu Ovo. Kao napuljskog kralja naslijedio ga je sin Ferdinand I. Napuljski, a kao aragonskog Ivan II. Aragonski, koji je bio kralj Navare još od 1425.

## Naslijeđe
Alfons je bio slavljen, poštovan i obožavan od strane pisaca, kako onih svojeg vremena, tako i onih sljedeće generacije. Među njegovim apologetima bili su Eneja Silvije Piccolomini (kasnije papa Pio II.), Antonio Beccadelli, Vespasiano da Bisticci i Giovanni Pontano, sve redom veliki i slavni humanisti i katolici. Voljeli su Alfonsa zbog humanističkih sklonosti, velike ljubavi prema knjigama i umjetnosti, jer je volio lov, ples i turnire, zbog dobre odjeće i zbog dobrotvornosti, blagosti, ljubaznosti i iznimno duboke katoličke vjere. Učenjaci su ga smatrali pravim renesansnim vladarom i odličnim suverenom, međutim, suvremeni španjolski povjesničari smatraju da se Alfons previše zaokupio s ratom protiv Napulja, zapostavljajući svoje teritorije na poluotoku.

## Zanimljivosti
- Engleski kralj Henrik VI. ga je 1450. proglasio vitezom Reda podvezice.[6]

- Jedan od najvažnijih Alfonsovih savjetnika bio je Alfonso Borgia, kasnije papa Kalist III., koji je neko vrijeme bio biskup Valencije i kardinal.

### Alfons V. i Hrvati
- Kralj Alfons V. bio je pradjed slavnog hrvatskog bana Petra Zrinskog.[7]
- Za Alfonsa su u Napulju radili znameniti hrvatski umjetnici Franjo i Lucijan Vranjanin.[7]

## Unutarnje poveznice
- Ferdinand I. Aragonski

- Ivan II. Aragonski

- Aragonsko-napuljski rat

- Red podvezice

- Benedikt XIII., protupapa

## Vanjske poveznice
- Encyclopedia Britannica: Alfons V., kralj Aragonije i Napulja

- Hrvatska enciklopedija: Alfons V. Aragonski

- Encyclopedia.com: Alfons V. Aragonski Velikodušni

- Find a Grave: Alfons V. Aragonski

### Sestrinski projekti
|  | Zajednički poslužitelj ima još gradiva o temi Alfons V. Aragonski |